# ゼロックス
ゼロックス（英語: Xerox Corporation）は、印刷機器の製造販売を行うアメリカ合衆国の会社。フォーチュン500に入っている。プリンター、複合機、複写機、デジタル印刷機、および関連サービスを提供している。創業地はニューヨーク州ロチェスター。現在の本社はコネチカット州ノーウォーク（2007年10月、ニューヨーク市北東郊のコネチカット州スタンフォードから移転）だが、主要な施設は今もロチェスター周辺にある。ゼロックスはエリザベス2世とチャールズ3世の御用達でもある。

## 歴史
1906年、ロチェスターで「The Haloid Photographic Company（ハロイド）」として創業。当初は印画紙や関連機器を製造していた。1958年に「ハロイド・ゼロックス (Haloid Xerox)」、1961年に「ゼロックス (Xerox)」と改称した。Xeroxの名称は同じロチェスターで創業された「コダック（Kodak）」に倣って、最初と最後が同じ文字で力強い響きの単語として考案されたもので、その語そのものに特別な意味はない。
1959年、チェスター・カールソンが開発した電子写真技術（後にゼログラフィと改称）を使った世界初の普通紙複写機ゼロックス914を発売し、一躍注目を集めた。914は大人気となり、1961年末までにゼロックスの売り上げは約6000万ドルにまで伸びた。同社は1960年代に急成長を遂げ、1965年までに売上高は5億ドルを超えた。これにより、それまで長期に渡って同社の研究開発を支え続けた投資家は億万長者となった。1960年、ゼログラフィの研究施設「Wilson Center for Research and Technology」をニューヨーク州ウェブスターに開設した。1961年にニューヨーク証券取引所、1990年にはシカゴ証券取引所に上場した。
914をリリースする以前、ゼロックスは市場調査を兼ねてプロトタイプの手動複写器 "Flatplate 1385" を発売していた。それに続いてゼログラフィ式プリンター "Copyflo" を1955年に発売しているCopyfloはマイクロフィルムをロール紙に拡大印刷する大型プリンターであった。次にCopyfloを小型化した 1824 マイクロフィルムプリンターを発売。大きさと重さが約半分になり（それでもかなりの大きさである）、手でカットシート紙を「グリッパーバー」と呼ばれる部分に供給すると、そこに紙が引き込まれて印刷が行われる仕組みだった。この給紙方式は後の813デスクトップ複写機にも採用された。
1963年、初のデスクトップ普通紙複写機 Xerox 813 を発売。これでついにオフィスの机の上に置ける複写機を実現するというカールソンの夢が現実となった。10年後の1973年、914をベースとしたアナログ式カラー複写機が登場した。914の系統は高速化を目指し、420、720 と続いた。813の系統も同様に 330、660 と続き、デスクトップ型マイクロフィルム（マイクロフィッシュ）プリンター 740 も登場した。
チェスター・カールソンが最初に開発した機器をそのまま製品化した 1385 Flatplate は、複写に時間がかかり実用的ではなかった。しかし、当時市販されていた製版用カメラよりも高品質の版が作れたため、オフセット印刷機市場で製版機として売れた。ただし、印刷版として使うため素材はガラス板からセレンをコーティングしたアルミニウム板に見直された。その後、製版用フィルムの再利用可能な代替品として急速に発展し、熟練したユーザーなら他のどんな技法よりも高品質な版下を素早く作成できるようになった。オフセット印刷用製版機市場から始まって、ゼロックスは今ではオフセット印刷機の市場である程度のシェアを占めるまでになった。
単なるコピー機を越えた複写機への最初の挑戦が Xerox 2400 だった。2400という数字は1時間で印刷できる枚数を表している。オフセット印刷機よりは遅いものの、業界初の自動給紙機構、スリッタ/せん孔装置、丁合機（ソータ）を導入した機械だった。直後に印刷速度を1.5倍にした Xerox 3600 Duplicator を発売している。
そのころ、小さな研究チームが複写機を借りて、それを改造していた。LDX (Long Distance Xerography) と呼ばれたプロジェクトで、2つの複写機を公衆電話網で接続し、ある複写機でスキャンした文書を遠隔地にある別の複写機で出力する実験である。プロジェクトは何年もかけ、Xerox Telecopier として結実した。今日の家庭用ファクシミリの原型である。付随的に、現代のデジタル複合機の多くはファクシミリとしても使えるようになっている。
1969年、ゼロックスはScientific Data Systems (SDS) を買収し、32ビットメインフレームコンピュータ Sigma シリーズを1960年代から1970年代にかけて製造販売していた。
レーザープリンターは1969年、ゼロックスの研究者ゲイリー・スタークウェザーがゼロックスの複写機をベースに発明した。1977年、最初の製品 Xerox 9700 を発売。レーザープリンターはゼロックスの大きな柱の一つとなった。1971年、Archie McCardell が社長となった。彼の在任期間中、ゼロックスはカラー複写機を製品化している。その間の1973年と1974年と1975年、ゼロックスは売り上げや収益の新記録を達成している。
3年連続で売り上げ記録を更新した後の1975年に、当時Frederic M. Schererが率いていたアメリカ連邦取引委員会 (FTC) との間の独占禁止法違反訴訟を解決した。判決により、ゼロックスは競合他社（主に日本）に特許をライセンス供与しなければならなくなった。その4年後、ゼロックス社のアメリカでの複写機のシェアは100%から14%に低下した。
1970年、パロアルト研究所 (Xerox Palo Alto Research Center) を開設。1973年、アラン・ケイらが持ち寄った研究費を使いチャック・サッカーがAltoを開発。この試作機は、当時のミニコンピュータと同等かそれ以上の速度で動作しながらもそれより安価で、ブラウン管を使ったビットマップディスプレイ、マウス、キーボードを備えていた。ケイらはこのマシンを使って暫定的Dynabook環境（Smalltalkシステム）を構築。後に主流となる WIMP（ウィンドウ、アイコン、メニュー、ポインティングデバイス）スタイルのグラフィカルユーザインターフェース (GUI) を1977年頃までに段階的に整備した。ゼロックス社がその市場価値を見抜けなかったためケイらの想定していたパーソナルコンピュータとしてのAltoは結局製品化されることはなかったが、Altoのハードウエア技術は後述のXerox Starシステムに転用され、別部門で開発されたGUI OSを搭載したワークステーション、あるいはSmalltalkをプロフェッショナル開発者向けの統合化開発環境として位置づけなおしたエンジニアリングワークステーションとして販売されることになる。Altoは試作機ながら最終的には1500台ほど生産、世界中のゼロックスのオフィスやアメリカ政府や米軍に設置され多くの人がその能力を目にする機会を得た。それらはゼロックスの開発したLANであるイーサネットで相互接続されていた。そしてデータはパケット化されて転送された。間もなくゼロックスの技術者らがサイト間を接続するシステム 'Inter Network Routing' を開発した。当初の世界的ネットワークはゼロックス社内のものと、同じ技術を使ったアメリカ政府のものだった。他にアドビシステムズ（現:アドビ）創設者のジョン・ワーノックが開発したインタープレスや、AltoをLISPマシンにするInterlisp-Dシステムなどがある。
1979年、ゼロックスは、同社の開発に興味を持った業界関係者にも報道関係者にも門戸を開いていた。たいていは無難なデモを行なったが、Appleの従業員数名を伴いパロアルト研究所を訪れたスティーブ・ジョブズは本格的なデモンストレーションを要求。SmalltalkによるWIMPスタイルのGUIを目の当たりにすることになる。その価値を見抜いたジョブズは仕様策定中のLisaの開発でそれらを取り入れるよう方針転換した。ジョブズは後に「彼らは自分たちが何を持っているのかわかっていなかった」と語っている。1980年、ジョブズはパロアルト研究所の数名の主要な研究者をアップルに引き抜いた。マイクロソフトのビル・ゲイツもパロアルト研究所を訪れたことがあり、同様の感想を抱いたという。

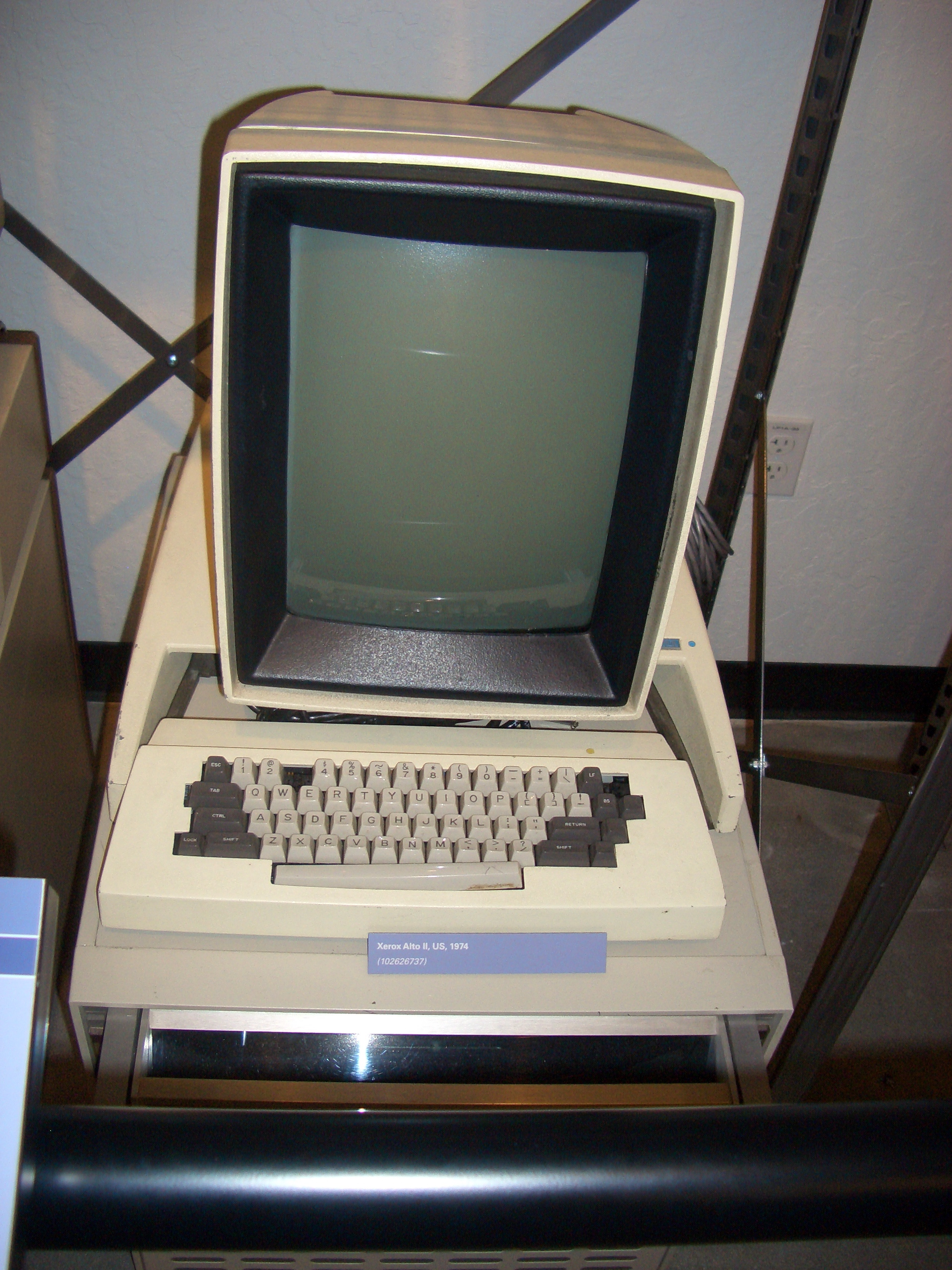
パロアルト研究所で開発された Xerox Alto ワークステーション

1981年、ゼロックスはAltoによく似たシステムXerox Starを発売した。後のパーソナルコンピュータで一般的となる高解像度ビットマップディスプレイ、ウィンドウシステムベースのGUI、マウス、イーサネットによるネットワーク機能、ファイルサーバ機能、プリントサーバ機能、電子メール機能などを備えていた。Xerox Star は技術的には優れていたが、価格が高すぎてあまり売れなかった。典型的なオフィスで Star 数台とプリンターとネットワークを設置するのに10万ドルもかかった。
1980年代中ごろ、アップルはゼロックスの買収を検討したことがある。これは合意には至らなかったが、代わりにアップルはAltoのGUIの使用権を購入し、より安価なパーソナルコンピュータに採用した。1984年、Macintoshが発売され、GUIとマウスを採用した初のパーソナルコンピュータとなった。
ゼロックスは製品の品質設計と製品体系の見直しを図り、1980年代から1990年代に復興を遂げた。1990年代にデジタル複写機を開発して製品体系を見直し、ハイエンドのレーザープリンターにスキャナーを装備して複合機とし、コンピュータネットワークに接続可能にし、競合他社に対して技術的優位に立った。また、ハードウェアからサービスに主軸を移し、供給、保守、設定、ユーザーサポートを含めた総合「ドキュメントサービス」の提供を目指した。そのイメージを定着させるため、「THE DOCUMENT COMPANY」を標榜し、ロゴデザインも一新した。
2000年、テクトロニクスのカラープリンターおよびイメージング部門を9億2500万ドルで買収。これにより、現行のXerox Phaserシリーズとゼロックス独自のソリッドインク技術が生まれた。
2004年9月、ゼロックスは Xerox 914 の発売45周年を迎えた。914は1959年から1976年の販売終了までに20万台以上製造された。914はアメリカ合衆国の歴史の一部とされ、スミソニアン博物館に所蔵されている。
2008年、約13年ぶりにコーポレートロゴを変更し、「XEROX」から「xerox」へと文字デザインを改めてXをモチーフとしたシンボルを一体化したものにした。
2018年1月31日、富士フイルムホールディングスは、ゼロックスを買収して子会社化することを発表。まずゼロックスが富士フイルムから富士ゼロックスの株を買い戻すことで富士フイルムホールディングスの持ち分を減資する。これにより富士ゼロックスの株はゼロックス出資分のみとなり、ゼロックスの完全子会社となる。その上で、富士フイルムホールディングスが富士ゼロックス株の売却で得た資金でゼロックスが発行する新株を買い取って連結子会社化し、（新）富士ゼロックスとする方針。コピー機に代表されるOA機器の需要が、インターネットの普及によるペーパーレス化により減少している局面であった。当初はゼロックス経営陣も経営統合に合意していたが、新株の価格に関して株主からの強い反発を受けて同年6月に統合合意を一方的に破棄したため、富士フイルムがゼロックスを相手取って損害賠償請求訴訟を起こす事態となった。結局、2019年11月に富士フイルムがゼロックスから富士ゼロックスの株式を買い取り完全子会社化することで合弁を解消する合意が結ばれ、損害賠償請求訴訟も取り下げられることになった。
一方、ゼロックスはその発表に相前後してヒューレット・パッカード (HP) への買収提案を行った。買収原資には富士ゼロックス株の売却益を充てるが、hpの時価総額はゼロックスの3倍にも上り、これだけでは不足するため金融機関から資金融通の了解を取り付けたという。
この提案に対して、HPは「自社の価値を著しく過小評価している」として拒否し、逆買収の可能性を示唆する発表を行った。

## 関係会社
- ゼロックス・リミテッド - イギリス法人。元々はランク・ゼロックス（英語版）としてアジアやアフリカまで営業地域としていた。1997年にゼロックスの完全子会社となった。
- Xerox India - インド法人。Dr. Bhupendra Kumar Modi とランク・ゼロックスの合弁会社として1983年 Modi Xerox として創業。1999年にゼロックスが株式の大部分を買い取った。

## かつての関係会社
- 富士ゼロックス（現・富士フイルムビジネスイノベーション） - 1962年、富士写真フイルム（現・富士フイルムホールディングス）とランク・ゼロックス（現・ゼロックス・リミテッド）との合弁で日本の現地法人として設立された。2021年に提携解消し、「FUJI XEROX」ブランドロゴは現在「FUJIFILM」ロゴに変更されている。

## 商標
「ゼロックス」という語は、かつては同社の隆盛とともに「複写機」と同義に使われていた。しかし、その凋落と呼応するかのように、時代とともにその意味は失われた。特に動詞的にも使われている点について、ゼロックス社は商標の普通名称化と判断されて商標として使えなくなることを危惧していた。そこで "xerox" を動詞として使うべきでないという宣伝キャンペーンを展開した。しかし、オックスフォード英語辞典にも "xerox" が動詞として掲載され続けている。